# Epirrhoe affusa-radiata
Epirrhoe affusa-radiata är en fjärilsart som beskrevs av Galv 1934. Epirrhoe affusa-radiata ingår i släktet Epirrhoe och familjen mätare. Inga underarter finns listade i Catalogue of Life.